# Ferraris-Karte

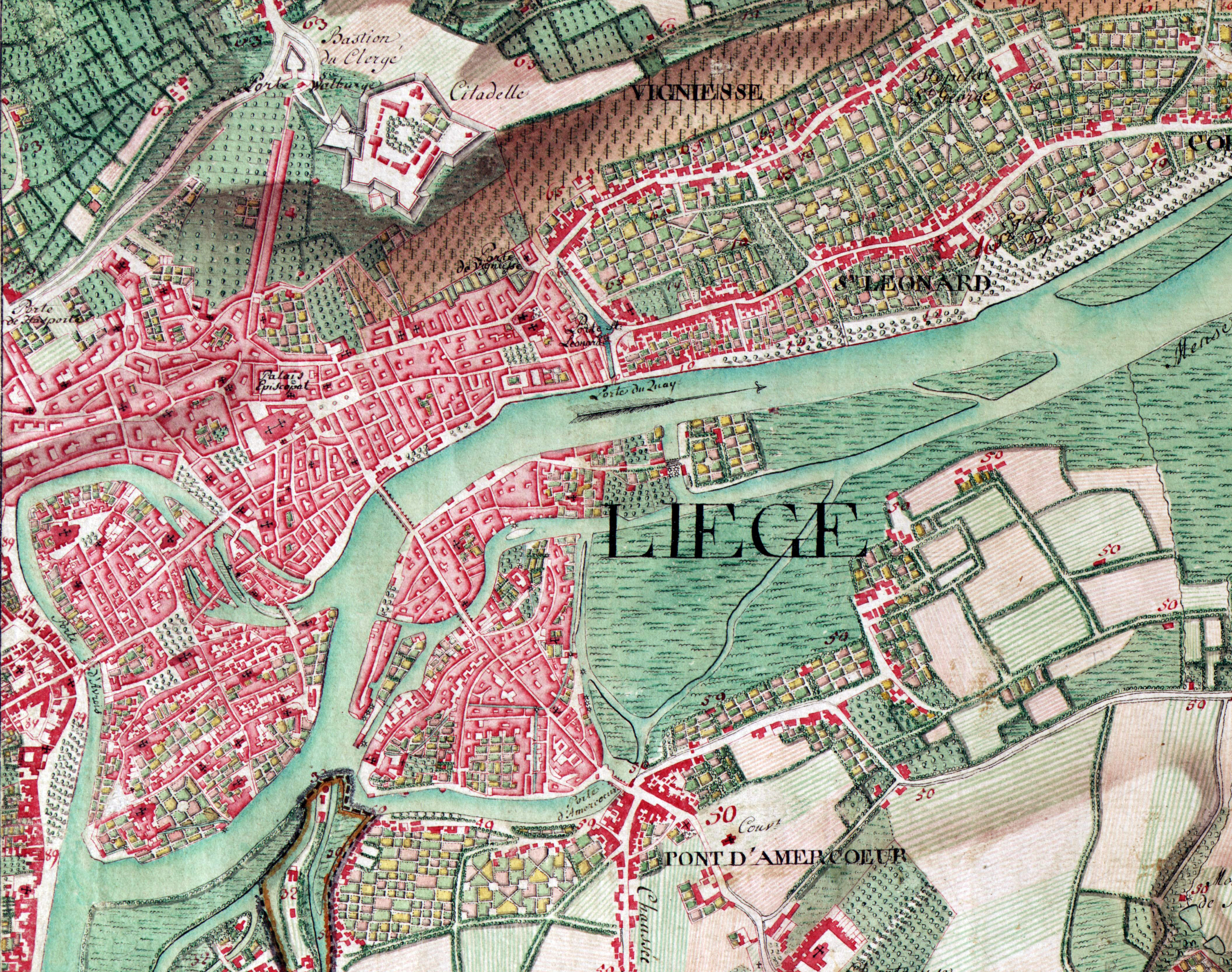
Kartenbeispiel: Lüttich, im Hochstift Lüttich

Als Ferraris-Karte (französisch Cartes de Ferraris) wird ein topografisches Kartenwerk bezeichnet, das auf Initiative des österreichischen Generalleutnants Joseph Johann von Ferraris in den Jahren 1771 bis 1777 von den Österreichischen Niederlanden erstellt wurde. Auftraggeber waren Maria Theresia und Kaiser Franz II.
Es handelt sich um 275 handkolorierte Blätter im Maßstab 1:11.520 in einer Größe von etwa 85 cm × 135 cm. Die Karten bilden eine Fortsetzung der Cassinikartenreihe (Carte de Cassini) in nordöstlicher Richtung. Ergänzt wurden sie durch 12 Bände mit militärischen und wirtschaftlichen Kommentaren.
In den Jahren 1777 und 1778 gab von Ferraris eine Fassung für den Handel heraus. Sie umfasste 25 Blätter im Maßstab 1:86.400.